# 屯門至赤鱲角連接路

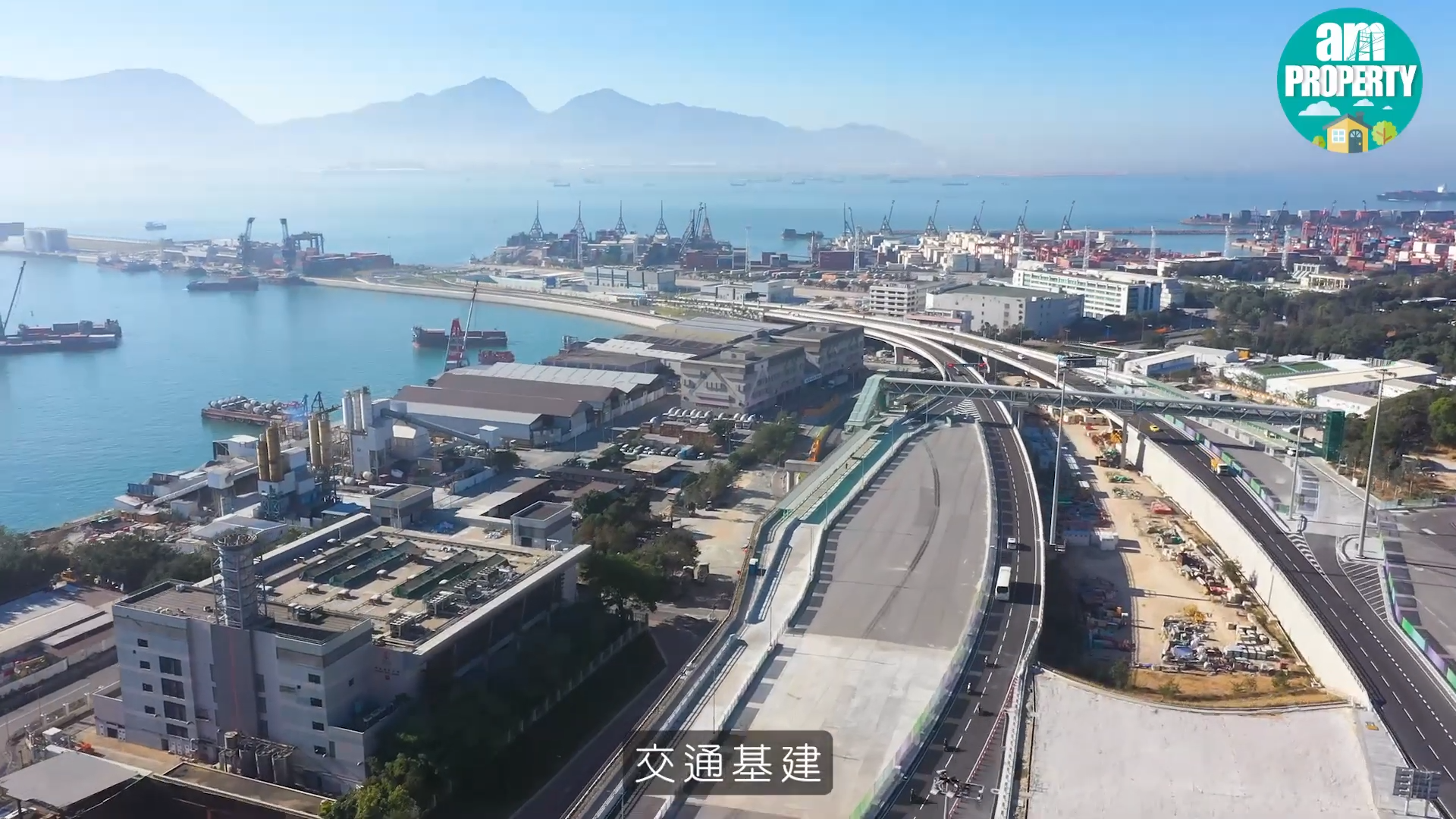
屯門至赤鱲角連接路屯門段

屯門至赤鱲角連接路（英語：Tuen Mun–Chek Lap Kok Link），簡稱屯赤連接路、屯赤路，屬於港珠澳大橋香港段相關工程一部分，連接新界屯門區第40區及離島區大嶼山，市民可以更直接地從新界西北前往東涌、港珠澳大橋香港口岸和香港國際機場。
連接路分為南北兩部分，南面連接路稱順朗路。順朗路連接北大嶼山公路往返市區的路段於2018年10月24日與港珠澳大橋同步啟用，通往東涌支路於2018年11月30日開放。
北面連接路稱屯門赤鱲角隧道公路，簡稱屯赤隧道，於2020年12月27日早上8時通車。屯赤隧道通車後，北大嶼山公路和青嶼幹線不再是連接大嶼山和機場的唯一對外道路，亦取消對道路的收費。
屯赤隧道刷新了多項香港紀錄，分別是取代龍山隧道成為香港最長公路隧道、香港首條建設於維多利亞港範圍外並且兩端出入口均位於新界區的海底隧道、香港首條免費的海底隧道、香港首條以鑽挖方式建造（而非以沉管方式建造）的海底隧道、香港首條由法國承建商（香港寶嘉建築）興建的海底隧道，以及香港繼1972年通車的紅磡海底隧道後，相隔48年後再度由非日本承建商興建的海底隧道。同時，工程中使用的鑽頭長達17.6米直徑隧道鑽挖機，是世界最大型的隧道鑽挖機。

## 定線

屯門至赤鱲角連接路（圖最右方虛線）

屯門至赤鱲角連接路全長約9公里，為雙線雙程分隔車道，共分為南北兩段。南段起始於大蠔附近的一段北大嶼山公路，以約1.9公里長的陸上高架橋及約1.6公里長的跨海高架橋（順朗路）連接港珠澳大橋香港口岸；北段起始於香港口岸，經約5公里長的鑽挖海底隧道 （屯門－赤鱲角隧道/屯赤隧道，又稱屯門赤鱲角隧道公路），穿越龍鼓水道，最後到達面積約16.5公頃、屯門西南第40區望后石內河碼頭旁的新填海區，利用約0.5公里的高架行車道橫跨龍門路連接擬在屯門第46區即望后石附近興建的巴士轉乘站、純電動巴士車廠及停泊處（原訂的收費設施拆除），後再連接在蝴蝶灣附近的龍門路及龍富路。
技術上可以在隧道並設鐵路，但是政府表示先以道路規劃優先。
值得一提的是，屯門－赤鱲角隧道底部設有共同溝，是繼1991年興建的香港科技大學後，相隔29年後再有香港建築工程採納共同溝概念。
在2007年的早期設計中，連接路的隧道南面出入口和收費廣場是設於大磨刀，因為當時未有預計有港珠澳大橋香港口岸人工島。

## 工程
屯門至赤鱲角連接路工程相當龐大複雜，包括在海底進行鑽挖、跨越重要航道、工程地點鄰近機場、主要公路和鐵路、常遭遇惡劣天氣、頻繁的颱風以及需滿足環境保育方面的要求等。工程首度採用混合盾構式隧道鑽挖興建，主要目標為減低對中華白海豚等的生態影響，同時降低於建造期間對繁忙的龍鼓水道的海上交通影響，亦可以避免現時供應電力予香港國際機場的海底電纜改道。承建商以一台全球最大，直徑17.6米，相等於6層樓高的鑽挖機（命名為「秦良玉」），建造南行和北行兩條海底隧道管道；比較傳統沉管方法，可以減少棄置1,100百萬立方米的淤泥。
由於在海床下進行鑽挖工程需要面對強大水壓，因此工程需要使用高達6倍大氣壓的加壓方式進行。

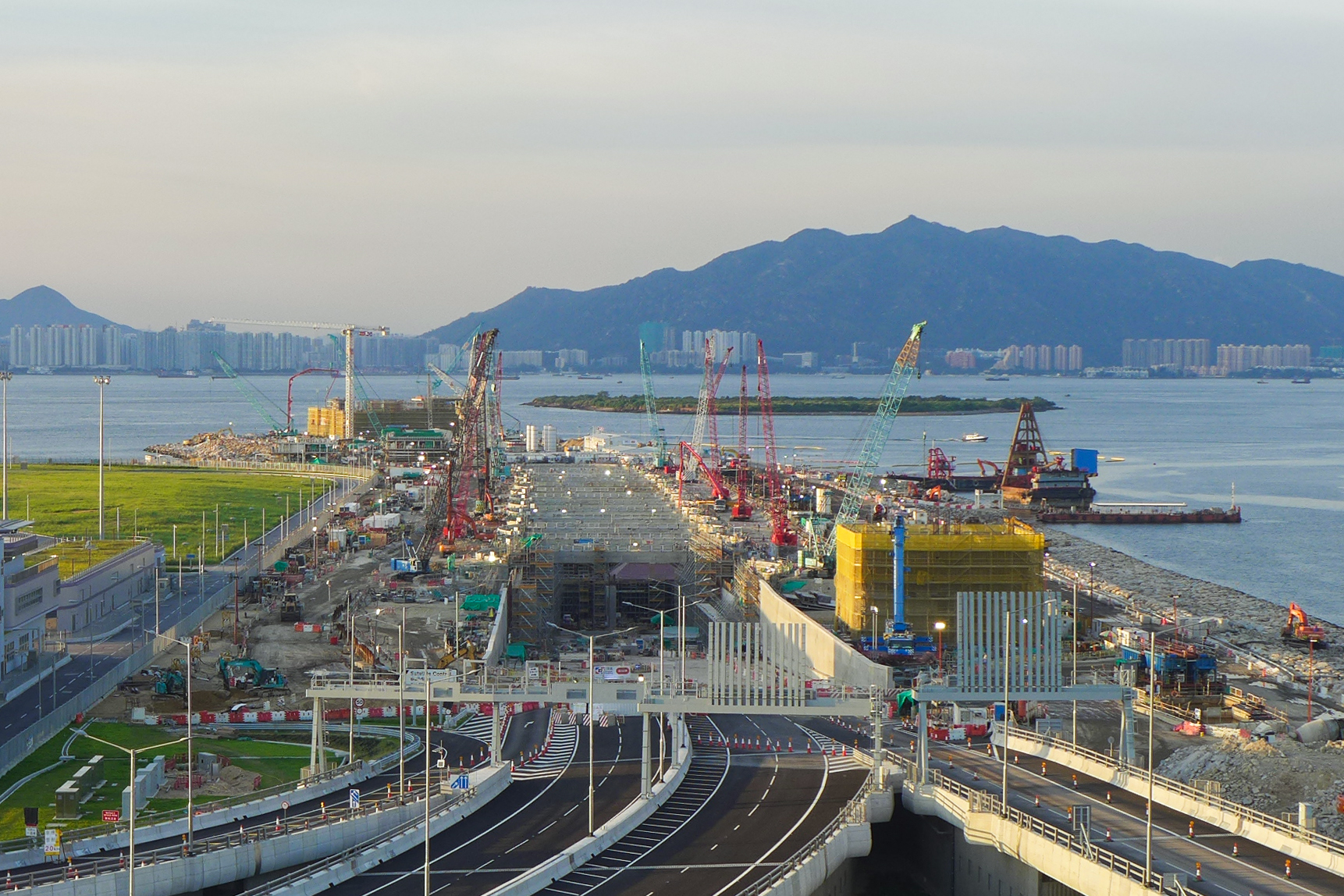
興建中的屯門-赤鱲角隧道（2019年7月）

## 效益
屯門至赤鱲角連接路能夠提供來往新界西北與大嶼山最直接的路線，連接港深西部公路、新界西北的港口後勤用地、屯門內河碼頭、環保園、港珠澳大橋香港口岸、香港國際機場、擬建的大嶼山物流園以及北大嶼山新市鎮等發展項目。路線通車後，由屯門南出發往香港國際機場的車程將可以縮短22公里，並由未通車前的約30分鐘行車時間縮減至10分鐘，還可以騰出現有的屯門公路、汀九橋、青嶼幹線及北大嶼山公路等容車量，支援物流業，提供來往香港國際機場及北大嶼山新市鎮的另外一條主要陸上通道（例如2008年6月香港暴雨，北大嶼山公路被雨水和泥石完全淹浸接近一整天，機場對外交通只能依靠鐵路；另外，在2015年10月23日受汲水門大橋封閉事件影響，汲水門大橋須全線封閉以進行緊急檢查，使大嶼山對外陸路交通完全癱瘓數小時，市民只能依賴渡輪服務進出大嶼山及機場，島上的嶼巴須途經東涌道前往東涌和機場，十分不方便），並且鞏固香港國際機場作為國際及區域航空樞紐的地位。
此外，屯門至赤鱲角連接路落成後，由屯門市中心乘坐的士或者駕駛私家車來往香港國際機場僅需要15分鐘，比較未通車前約半小時減少一半耗時，車程大幅縮短使單程的士收費已經可以節省逾百港元，加上乘客將會毋須支付的士使用青嶼幹線的雙程附加費用（30港元），只需要支付使用屯門至赤鱲角連接路的單程附加收費（曾預算約10港元），因而合共節省逾120港元（其後在2019年施政報告中，政府宣佈當此公路全線開通後，青嶼幹線與此公路均改為免費道路）。的士業界預計從新界西北出發的前往香港國際機場的服務將會大幅增加，減少乘客的經濟負擔外，同時能夠提高位於新界西北的的士司機的收入，並且節省不少時間。
惟由於屯門至赤鱲角連接路北邊出口只接駁望后石迴旋處，接駁快速公路的屯門西繞道興建計劃已經取消，改以走線相似的屯門繞道代替（於藍地交匯處接駁，預計2036年通車），加上北邊出口緊鄰屯門內河碼頭，日間不少貨櫃車、重型車輛使用周邊道路如龍富路、龍門路、皇珠路，因此通車後加劇區內交通負荷，而在連接路通車後，龍富路、皇珠路已不時出現車龍。

## 交通
屯門、天水圍、洪水橋及元朗來往機場及北大嶼山的巴士路線所有路線均已改行此路。另外，新田、古洞、上水及粉嶺來往機場、東涌的機場及北大嶼山巴士路線，部分會改經屯門至赤鱲角連接路，另一方面，屯門曾咀靈灰安置所已於2020年5月15日啟用，屆時將開辦三條特別巴士路線服務該處，其中一條會取道屯門至赤鱲角連接路、北大嶼山公路及青嶼幹線往返青衣站，預計2022年投入服務。
因路程縮短，大部分路線車費下調，其中往來屯門及洪水橋的A線，減幅近一半（改道前為HK$27.7，改道後為HK$15，現時為HK$15.7），有望吸引乘客轉投。惟往來元朗及天水圍的E線，車費維持不變。不過，往來元朗的機場巴士服務將擴展至錦田及八鄉一帶。
於北面連接路2020年12月28日（通車後翌日）凌晨起，屯門及洪水橋機場巴士已率先改道。而元朗、天水圍機場巴士於2021年6月20日凌晨起改道，而新田、古洞、上水及粉嶺機場巴士只得E43取道此路，其他路線則視乎情況再作安排，避免導致連接路屯門入口附近一帶交通擠塞。

### 南行
| 排位分佈（以最近出口起計）                      | 排位分佈（以最近出口起計） | 排位分佈（以最近出口起計）                  | 排位分佈（以最近出口起計） | 排位分佈（以最近出口起計） |
| 編號                                            | 巴士路線                   | 途經地點                                    | 目的地                     |                            |
| ----------------------------------------------- | -------------------------- | ------------------------------------------- | -------------------------- | -------------------------- |
| A1 （經港珠澳大橋香港口岸）                     | A33X、A34、A36、A37        | 港珠澳大橋香港口岸、機場一號客運大樓        | 機場（地面運輸中心）       |                            |
| A1 （經港珠澳大橋香港口岸）                     | NA33、NA36、NA37           | 港珠澳大橋香港口岸、機場一號客運大樓        | 國泰城                     |                            |
| A2 （直達機場客運大樓）                         | A33                        | 機場一號客運大樓 （部分班次途經機場博覽館） | 機場（地面運輸中心）       |                            |
| A3 （東涌市中心及機場後勤區）                   | E33、E33P、E36、E37        | 東涌市中心、機場後勤區                      | 機場（地面運輸中心）       |                            |
| A3 （東涌市中心及機場後勤區）                   | N30                        | 東涌市中心、機場後勤區                      | 暢達路                     |                            |
| A4 （東涌（其他地區）、飛機維修區及迪士尼樂園） | E36A                       | 東涌北、東涌東、東涌西                      | 東涌（逸東邨）             |                            |
| A4 （東涌（其他地區）、飛機維修區及迪士尼樂園） | E36C、E37C                 | 機場後勤區                                  | 飛機維修區                 |                            |
| A4 （東涌（其他地區）、飛機維修區及迪士尼樂園） | E43                        | 東涌北、東涌市中心                          | 東涌發展碼頭               |                            |
| A4 （東涌（其他地區）、飛機維修區及迪士尼樂園） | R33                        | 迪士尼樂園渡假區                            | 迪士尼樂園                 |                            |

### 北行
| 排位分佈（以最近出口起計）        | 排位分佈（以最近出口起計） | 排位分佈（以最近出口起計）                                                                                           | 排位分佈（以最近出口起計）                        | 排位分佈（以最近出口起計） |
| 編號                              | 巴士路線                   | 途經地點 | 目的地                                            |                            |
| --------------------------------- | -------------------------- | --- | ------------------------------------------------- | -------------------------- |
| T1 （屯門南及北區）               | A33                        | 蝴蝶灣、屯門碼頭、置樂花園、三聖邨、黃金泳灘                                                                         | 屯門公路轉車站（A14）                             |                            |
| T1 （屯門南及北區）               | E43                        | 紅橋、清河邨、天平邨、聯和墟、祥華邨                                                                                 | 粉嶺（華明邨）                                    |                            |
| T2 （屯門市中心、屯門北及洪水橋） | A33X                       | 豐景園、友愛邨、屯門市中心、屯門站、新墟、鳳地                                                                       | 屯門（富泰邨）                                    |                            |
| T2 （屯門市中心、屯門北及洪水橋） | A34、E33P                  | 蝴蝶灣、山景邨、良景邨、欣田邨 A34：大興邨、菁田邨、藍地                                                             | A34：洪水橋（洪元路） E33P：兆康站（南）          |                            |
| T2 （屯門市中心、屯門北及洪水橋） | E33、R33                   | 蝴蝶灣、豐景園、友愛邨 R33：屯門市中心                                                                               | E33: 屯門市中心 R33：屯門站                       |                            |
| T2 （屯門市中心、屯門北及洪水橋） | NA33                       | 蝴蝶灣、豐景園、友愛邨、屯門市中心、屯門站、山景邨、大興邨、良景邨、菁田邨、欣田邨                                   | 屯門（富泰邨）                                    |                            |
| T3 （元朗及錦田）                 | A36、NA36、E36             | 元朗大馬路、元朗形點、凹頭 A36、NA36：紅橋                                                                           | A36、NA36：錦上路站 E36：八鄉路（大欖隧道轉車站） |                            |
| T3 （元朗及錦田）                 | E36A、E36C                 | 元朗形點 E36A：屯門市中心、紅橋、天水圍站、天耀邨 E36C：蝴蝶灣、屯門碼頭、山景邨、良景邨、菁田邨、欣田邨、元朗大馬路 | 元朗德業街（元朗舊墟）                            |                            |
| T3 （元朗及錦田）                 | N30                        | 豐景園、友愛邨、屯門市中心、紅橋、天水圍站、天盛苑、天瑞邨、天慈邨、元朗大馬路                                       | 元朗站                                            |                            |
| T4 （天水圍及屏山）               | A37                        | 石埗村、天水圍站、天慈邨、天水圍市中心、天水圍北、朗屏邨                                                             | 朗屏站                                            |                            |
| T4 （天水圍及屏山）               | E37、E37C                  | 天水圍站、天盛苑、天瑞邨、天水圍北 E37C：豐景園、友愛邨、屯門市中心、紅橋                                            | 天水圍市中心                                      |                            |
| T4 （天水圍及屏山）               | NA37                       | 紅橋、藍地、洪水橋、天水圍站、天盛苑、天瑞邨、天水圍北                                                               | 天水圍市中心                                      |                            |

### 屯門赤鱲角隧道轉車站巴士轉乘計劃
龍運巴士設有屯門赤鱲角隧道轉車站八達通轉乘優惠，機場及北大嶼山巴士路線的乘客於指定時間內使用同一張八達通卡，可於屯門（只限於車費與赤鱲角隧道轉車站相同的巴士站）或大嶼山（任何能接駁第二程路線的巴士站）轉乘以下路線（同一路線或用"/"劃分的組別除外）。
| 轉乘收費（往大嶼山方向）                | 轉乘收費（往大嶼山方向）              | 轉乘收費（往大嶼山方向） | 轉乘收費（往大嶼山方向） |
| 首程巴士路線                            | 次程巴士路線                          | 目的地                   | 優惠轉乘車費（港元）     |
| --------------------------------------- | ------------------------------------- | ------------------------ | ------------------------ |
| A33、A33X、A34、A36、A37                | E33、E33P、E36、E36A、 E37、E37C、E43 | 東涌／機場（貨運區）     | 免費                     |
| A33、A33X、A34、A36、A37                | S64／S64X （於機場（客運大樓）轉乘）  | 滿東／逸東               | 免費                     |
| E33、E33P、E36、E37                     | E31 （於東涌市中心轉乘）              | 滿東／逸東               | 免費                     |
| E43                                     | E36A                                  | 滿東／逸東               | 免費                     |
| E37C、E43                               | E33、E33P、E36、E37                   | 東涌／機場               | 免費                     |
| A33、A34、A36、A37、E33、E33P、E36、E37 | E32、E36P、E41 （於大嶼山轉乘）       | 航天城                   | 免費                     |
| A33、A34、A36、A37                      | A33X                                  | 航天城                   | 免費                     |
| A33                                     | A34、A36、A37                         | 港珠澳大橋香港口岸       | 免費                     |
| E36、E37                                | E36A、E43                             | 東涌北／滿東／逸東       | 免費                     |
| E33、E33P                               | E36A、E43                             | 東涌北／滿東／逸東       | $2                       |
| E33、E33P                               | E37C                                  | 飛機維修區               | $2.4                     |
| E33、E33P                               | A33、A33X、A34、A36、A37              | 機場／港珠澳大橋香港口岸 | $3.3                     |
| E36、E36A、E37                          | A33、A33X、A34、A36、A37              | 機場／港珠澳大橋香港口岸 | $5.4                     |
| E37C                                    | A33、A33X、A34、A36、A37              | 機場／港珠澳大橋香港口岸 | $5                       |
| E43                                     | A33、A33X、A34、A36、A37              | 機場／港珠澳大橋香港口岸 | $14.2                    |
| E43                                     | E37C                                  | 飛機維修區               | $2.8                     |
| E36、E36A、E37                          | E37C                                  | 飛機維修區               | $0.4                     |
| E33、E33P、E36、E37                     | E21A （於東涌市中心轉乘）             | 滿東／逸東               | $2.7                     |
| A33、A33X、A34                          | R33                                   | 迪士尼樂園               | $8.4                     |
| E33、E33P                               | R33                                   | 迪士尼樂園               | $8.7                     |
| A36、A37、E37C                          | R33                                   | 迪士尼樂園               | $11.6                    |
| E36、E36A、E37                          | R33                                   | 迪士尼樂園               | $12.0                    |
| E43                                     | R33                                   | 迪士尼樂園               | $16.4                    |

| 轉乘收費（往新界方向）                   | 轉乘收費（往新界方向）               | 轉乘收費（往新界方向）                 | 轉乘收費（往新界方向） |
| 首程巴士路線                             | 次程巴士路線                         | 目的地                                 | 優惠轉乘車費（港元）   |
| ---------------------------------------- | ------------------------------------ | -------------------------------------- | ---------------------- |
| E33、E33P                                | A33、A33X、A34                       | 屯門／洪水橋                           | $3.3                   |
| E33、E33P                                | A36、A37                             | 天水圍／元朗／錦上路站                 | $7.4                   |
| E33、E33P                                | E37C、E43                            | 屯門／天水圍／上水／粉嶺               | $2.4                   |
| E31 （於東涌市中心轉乘）                 | E33、E33P                            | 屯門                                   | $1.2                   |
| E31 （於東涌市中心轉乘）                 | E36、E37                             | 天水圍／元朗／八鄉路                   | $3.2                   |
| E32 （於機場（地面運輸中心）轉乘）       | A33、A33X、A34                       | 屯門／洪水橋                           | $4.5                   |
| E32 （於機場（地面運輸中心）轉乘）       | A36、A37                             | 天水圍／元朗／錦上路站                 | $8.6                   |
| E32 （於機場（地面運輸中心）轉乘）       | E33、E33P                            | 屯門                                   | $1.2                   |
| E32 （於機場（地面運輸中心）轉乘）       | E36、E37                             | 天水圍／元朗／八鄉路                   | $3.2                   |
| E36P、E41 （於機場（地面運輸中心）轉乘） | A33、A33X、A34                       | 屯門／洪水橋                           | $1.3                   |
| E36P、E41 （於機場（地面運輸中心）轉乘） | A36、A37                             | 天水圍／元朗／錦上路站                 | $5.4                   |
| E36P、E41 （於機場（地面運輸中心）轉乘） | E33、E33P、E36、E37                  | 屯門／天水圍／元朗／八鄉路             | 免費                   |
| E33、E33P                                | A33、A33X、A34                       | 屯門／洪水橋                           | $3.3                   |
| E33、E33P                                | A36、A37                             | 天水圍／元朗／錦上路站                 | $7.4                   |
| E36A、E43                                | E33、E33P、E36、E37                  | 屯門／天水圍／元朗／八鄉路／上水／粉嶺 | 免費                   |
| E36、E36A、E37                           | A33、A33X、A34                       | 屯門／洪水橋                           | $1.3                   |
| E36、E36A、E37                           | A36、A37                             | 天水圍／元朗／錦上路站                 | $5.4                   |
| E36、E36A、E37                           | E37C、E43                            | 屯門／天水圍／上水／粉嶺               | $0.4                   |
| E37C                                     | A33、A33X、A34                       | 屯門／洪水橋                           | $0.9                   |
| E37C                                     | A36、A37                             | 天水圍／元朗／錦上路站                 | $5                     |
| E37C                                     | E43                                  | 上水／粉嶺                             | $2.8                   |
| A33                                      | E33、E33P                            | 屯門                                   | 免費                   |
| A33                                      | E36、E36A、E37、E37C                 | 天水圍／元朗／八鄉路                   | $4.1                   |
| A33                                      | E43                                  | 上水／粉嶺                             | $13.3                  |
| A33X                                     | A34                                  | 洪水橋                                 | 免費                   |
| A33X                                     | A36、A37                             | 天水圍／元朗／八鄉路                   | $4.1                   |
| A33X、A34                                | A33、E33、E33P                       | 屯門                                   | 免費                   |
| A33X、A34                                | E36、E36A、E37、E37C                 | 天水圍／元朗／八鄉路                   | $4.1                   |
| A33X、A34                                | E43                                  | 上水／粉嶺                             | $13.3                  |
| A36、A37                                 | A33、E33、E33P、E36、E36A、E37、E37C | 屯門／天水圍／元朗／八鄉路             | 免費                   |
| A36、A37                                 | E43                                  | 上水／粉嶺                             | $9.2                   |
| R33                                      | E33、E33P                            | 屯門                                   | 免費                   |
| R33                                      | A33、A34                             | 屯門／洪水橋                           | $3.1                   |
| R33                                      | E36、E36A、E37                       | 天水圍／元朗／八鄉路                   | $5.3                   |
| R33                                      | A36、A37、E43                        | 天水圍／元朗／錦上路站／上水／粉嶺     | $10.5                  |
| S64／S64X （於機場（地面運輸中心）轉乘） | A33、A33X、A34                       | 屯門／洪水橋                           | $11.9                  |
| S64／S64X （於機場（地面運輸中心）轉乘） | A36、A37                             | 天水圍／元朗／錦上路站                 | $16                    |

#### 備註
- 上述轉車收費由2024年8月25日生效
- 12歲以下小童（用小童或個人八達通）及65歲或以上長者（用長者或個人八達通）次程轉車時為上述轉車收費的一半
- 65歲或以上香港居民（用「樂悠咭」）及12歲以下合資格殘疾兒童（用「殘疾人士身分」個人八達通）為HK$2或上述轉車收費的一半（以較低者為準）（次程為A線則為上述轉車收費的一半）
- 12-64歲合資格殘疾人士(用「殘疾人士身分」個人八達通)及60-64歲香港居民（用「樂悠咭」)為HK$2或上述轉車收費（以較低者為準）（次程為A線則為上述轉車收費）
- 有關轉車費必須使用同一張八達通於指定巴士站轉乘另一條同一方向的路線，方可享此優惠，若以現金轉車的乘客或於其他巴士站乘搭其他路線必須於轉車時繳付車上所列的收費（特別註明除外）。使用此轉乘優惠的乘客不可同時享用於九龍、港島、沙田及北大嶼山互轉另一條線的八達通轉乘優惠
- 上述轉乘組合接受以非接觸式Visa、萬事達卡、銀聯卡、JCB、美國運通（American Express）、大來卡（Diners Club）／發現卡（Discover Card）、Apple Pay、Google Pay、Samsung Pay、支付宝／AlipayHK「易乘碼」、微信支付／WeChat Pay HK「乘車碼」及銀聯雲閃付「乘車碼」繳付車資。惟使用此等付款方式必須使用同一張信用卡或同一個流動支付帳戶，亦不能受惠於劃一$2票價優惠及公共交通費用補貼計劃。
- 持「九巴月票」乘客，可以下列優惠價於屯門赤鱲角轉乘站巴士站進行下述轉乘。有關乘客只需在登上A線時如常以該卡繳付車費，無需等待調整八達通機之收費；而上述轉乘組合則不適用。
  - 往新界西方向
    - A33X/A34/A36/A37 → A33：第二程免費
    - A33X → A34：第二程免費
    - A33X → A36/A37：第二程補付$1.1

  - 往港珠澳口岸／航天城方向
    - A33 → A33X/A34/A36/A37：第二程免費
    - A34/A36/A37 → A33X：第二程免費

## 爭議
由於工程複雜，設計及施工曠時，工程造價也估計約需200億港元。2011年11月，運輸及房屋局最新估算為屯門至赤鱲角連接路餘下工程包括高架橋和隧道等，按照付款當日價格計為280億港元2013年，運輸及房屋局最新估算為500億港元。
另外，隧道並不是完全筆直，在接駁填海區的地方有明顯移位情況。
此外，由於計劃中的屯門西繞道沒有同步興建，導致元朗公路、屯門公路、皇珠路和龍富路成為交通樽頸。尤其是巴士重組計劃第二階段實施以後的情況更為明顯，由於大部份往返元朗區的巴士路線改經上述道路，縱使此舉動令行車距離縮短，但相關路段在繁忙時間塞車頻繁，令整體行車時間增加，引起元朗區議會要求相關路線在繁忙時間甚至全部班次回復行經大欖隧道。
此外，由於其附近的屯門赤鱲角隧道轉車站並沒有通道前往地面望后石一帶，往返大嶼山及望后石的市民無法直接前往，需在下一站轉車，反之亦然。

## 軼事

### 「墜機標誌」路牌
2020年10月，道路硏究社發表《【咁唔老黎？】首塊「墜機標誌」路牌登場》文章，指屯門蝴蝶灣一塊新安裝的轉頁式路牌，並在屯門赤鱲角隧道全綫封閉時會轉換成改道資訊；指示駕駛者於迴旋處掉頭，改道經屯門公路前往東涌、珠海及澳門。而路牌上的飛機標誌亦因此180°向下旋轉，被指為像「墜機標誌」般。
根據英國路牌設計指引《Traffic Signs Manual: Chapter 7》，飛機標誌可以旋轉至與路綫同一個方向，但絕對不能指向水平綫以下。如果路綫向下傾斜，飛機標誌仍需保持水平綫以上，視乎情況旋轉至左或右。雖然根據運輸署指引《運輸策劃及設計手冊》，只有提及飛機標誌可以旋轉；但未有提到能否向下傾斜。道路研究社認為，這些基礎設計理應跟隨英國做法。不容許飛機標誌向下，不但是避免出現「墜機」情況之外，亦是保持標誌的辨識度。
此外，該路牌仍有其他設計及排版問題。涉事路牌屬於地圖路牌（英語：Map type sign）；根據英國標準「現時所在道路」線條必須貼到最底顯示，以便駕駛者知道其身處位置及行駛方向。但該路牌的掉頭線長度比本身「現時所在道路」更長，有機會混淆駕駛者。該轉頁內容僅適用於屯赤隧道封閉時，代表前往大嶼山、澳門、珠海的車輛需要改行屯門公路。惟路牌排版將「東涌」和「珠海及澳門（經屯門公路）」分開；造成一個錯覺是，以為只有往珠海及澳門方向的車輛，才需折返改經屯門公路，但實際上往東涌亦是相同方向。
由於事件在網上引起頗大迴響，該路牌的飛機標誌在貼文發布四小時內隨即被黑色貼紙遮上。蘋果日報、香港01、東方日報、星島日報、成報、頭條日報、詩華日報亦隨即報導及跟進。
運輸署在翌日回覆傳媒指，香港的路牌設計指引參考了不同海外國家的做法。現時在路牌上指示前往機場的駕駛路線一般以飛機標誌表示，並指向該駕駛路線的行車方向，但沒有明確指引適用於迴旋處掉頭的特例情況。運輸署得悉公眾對此路牌的意見，現正與路政署檢視路牌的設計和優化方案，包括文字及標誌的安排。

## 時間軸
- 2007年，時任行政長官曾蔭權透過《2007至2008年度香港行政長官施政報告》公布落實興建屯門至赤鱲角連接路[44]。
- 2007年12月10日，政府向立法會建議工程（代號825TH）的一部份提升為甲級，以進行勘測及初步設計工作，作價8,860萬港元[45]。
- 2008年1月11日，財務委員會通過工程的勘察及初步設計的撥款申請。
- 2008年5月，路政署展開工程的勘察及初步設計的工作。
- 2009年6月12日，路政署就工程根據《城市規劃條例》刊憲。
- 2009年8月21日，路政署就工程根據《道路（工程、使用及補償）條例》刊憲。
- 2009年10月23日，環境保護署批准環境影響評估報告。
- 2009年11月4日，環境保護署發出環境許可證。
- 2010年8月，路政署委託獨立專家為工程的土力設計及建造進行檢討。
- 2010年11月，建議方案分別諮詢了屯門區議會及新界鄉議局，並得到他們接受建議的走線方案。
- 2011年2月28日，環境保護署發出新的環境影響評估研究概要[46]。
- 2011年上半年，向立法會提交南面填海工程及餘下工程的詳細設計的撥款[47]。
- 2011年10月18日，行政長官會同行政會議核准根據《城市規劃條例》下的赤鱲角分區計劃大綱草圖，根據《道路(工程、使用及補償)條例》授權進行屯門至赤鱲角連接路的道路工程。
- 2011年11月18日，獲得立法會財務委員會通過屯門至赤鱲角連接路及屯門西繞道的詳細設計、工地勘測及前期工程的撥款，共19億960萬港元。
- 2011年11月，詳細設計展開。
- 2013年6月7日，立法會財委會通過撥款447億9,840萬港元用以興建屯門至赤鱲角連接路[48]。
- 2013年6月，位於屯門至赤鱲角連接路南面的高架道路段工程展開[49]。
- 2013年8月，位於屯門至赤鱲角連接路北面的海底隧道段工程展開[50]。
- 2017年3月10日，位於屯門至赤鱲角連接路南面的高架道路段命名為順朗路。
- 2017年3月17日，路政署回覆传媒指工程因人工岛出现飘移和走线因需要避免碎石桩而需要修改等需要延期，經過口岸填海海堤下的走線需要降低約10米，以避免穿過該處的碎石樁。[51][52]
- 2017年10月15日，屯門至赤鱲角連接路隧道內牆壁疑爆裂，造成大量地下水湧入管道內，工程人員搶修超過半分鐘後成功止住水流湧出[53]。
- 2018年10月24日，南面連接路順朗路往返市區路段與港珠澳大橋同步啟用，往返東涌路段則於11月30日啟用。[54]
- 2019年2月，北面連接路海底隧道兩台隧道鑽挖機抵達赤鱲角豎井，標誌隧道雙線均已貫通。
- 2019年10月16日，政府在施政報告中宣佈，此公路北段開通後將為免費隧道。
- 2020年4月7日，行政長官會同行政會議將位於屯門至赤鱲角連接路北面的隧道命名為屯門-赤鱲角隧道。
- 2020年11月6日，位於屯門至赤鱲角連接路北面的海底隧道路段命名為屯門赤鱲角隧道公路。
- 2020年12月27日，上午8時，北面連接路屯門赤鱲角隧道公路正式通車，代表著屯門至赤鱲角連接路南北兩端全線啟用。[6]行政長官林鄭月娥、運輸及房屋局局長陳帆等於前一日乘坐開蓬巴士主持開幕禮。

## 相關事件
- 2020年12月30日，屯門赤鱲角隧道活門故障彈起。[55]
- 2021年1月1日，北面連接路發生嚴重交通意外。一輛貨櫃車駛至龍門路迴旋處失控翻側，貨櫃車司機受傷。[56]
- 2021年6月28日，香港暴雨期間，屯門赤鱲角隧道往屯門管道因發生水浸一度封閉。[57]

## 外部連結
- HZMB港珠澳大橋 - 香港工程項目網站 : 屯門至赤鱲角連接路 （页面存档备份，存于）
- 路政署 - 屯門至赤鱲角連接路及屯門西繞道 （页面存档备份，存于）
- 香港巴士大典上的相关条目：屯門至赤鱲角連接路
- 香港道路大典上的相关条目：屯門至赤鱲角連接路